# 291849 Orchestralondon
291849 Orchestralondon è un asteroide della fascia principale. Scoperto nel 2006, presenta un'orbita caratterizzata da un semiasse maggiore pari a 2,7521012 UA e da un'eccentricità di 0,2104467, inclinata di 7,86673° rispetto all'eclittica.